# El Recuerdo de Ancón
El Recuerdo de Ancón är en ort i Mexiko.   Den ligger i kommunen Salamanca och delstaten Guanajuato, i den centrala delen av landet, 250 km nordväst om huvudstaden Mexico City. El Recuerdo de Ancón ligger 1 747 meter över havet och antalet invånare är 2 405.
Terrängen runt El Recuerdo de Ancón är kuperad åt nordost, men åt sydväst är den platt. Runt El Recuerdo de Ancón är det tätbefolkat, med 266 invånare per kvadratkilometer. Närmaste större samhälle är Salamanca, 9,9 km sydväst om El Recuerdo de Ancón. Trakten runt El Recuerdo de Ancón består till största delen av jordbruksmark.